# Rosenthal (azienda)
Rosenthal GmbH è un'azienda tedesca produttrice di porcellane e articoli per la tavola, fondata nel 1879 a Selb, in Baviera. L'azienda, che nel corso del tempo ha acquisito i marchi Thomas e Hutschenreuther, dal 2009 è di proprietà dell'italiana Sambonet Paderno Industrie.

## Storia

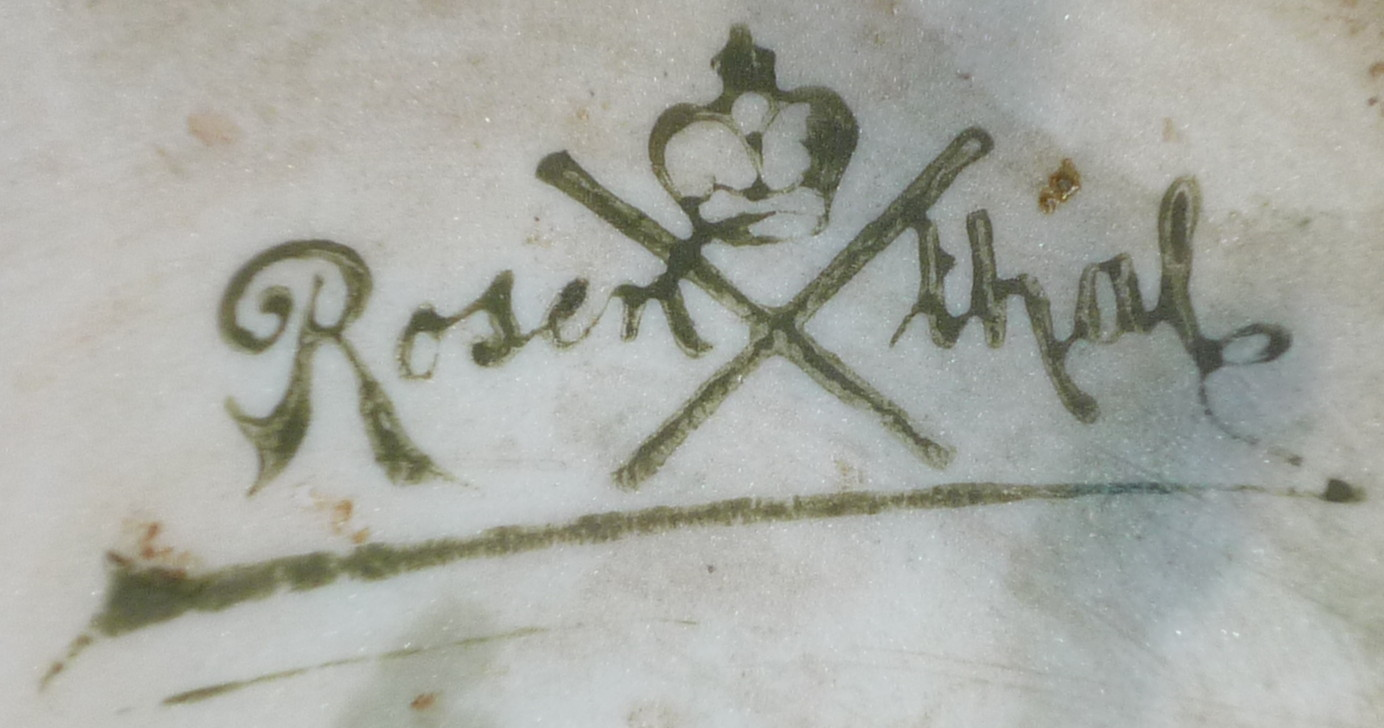
Il logo Rosenthal originario

Nel 1879, di ritorno da un'esperienza negli Stati Uniti d'America, Philipp Rosenthal decide di aprire un laboratorio per la decorazione della porcellana a Erkersreuth, vicino a Selb, in Baviera. Nel 1907 l'azienda inizia a marchiare con il proprio nome ogni prodotto. L'anno successivo Rosenthal acquista Thomas, marchio in seguito destinato ad un pubblico giovanile. Essendo ebreo, Philipp Rosenthal riceve pressioni dai nazisti e nel 1934 lascia la conduzione della società, che continua comunque ad espandersi durante la prima e la seconda guerra mondiale.
Nel 1950 il figlio Philip prende le redini dell'azienda, che nel 1961 inaugura Rosenthal Studio-Line, marchio dedicato a progetti e collaborazioni con celebri artisti, architetti e designer.
Nel 1993 viene inaugurata la linea Rosenthal meets Versace.
Nel 1997 Rosenthal AG viene acquisita da Waterford Wedgwood, che nel 2003 acquisisce il marchio Hutschenreuther, fondato nel 1814. Nel 2009 Rosenthal viene acquisita dall'italiana Sambonet Paderno Industrie.
Nel maggio 2021 la famiglia Coppo, proprietaria dell'azienda, affida l'incarico di amministratore delegato ad un esterno, il danese Mads Ryder.

## Design

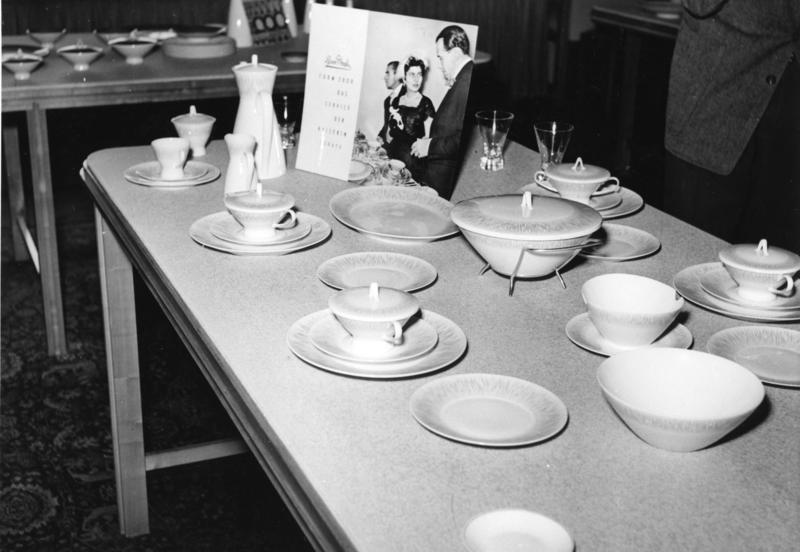
Tavola apparecchiata con prodotti Rosenthal (1956)

Nelle prime linee prodotte da Rosenthal si riconoscono stili influenzati da barocco e rococò. Il prodotto più venduto di allora fu il portacenere "Posto riservato ai sigari ardenti" (Ruheplätzchen für brennende Cigarren).
A partire dagli anni dieci le influenze arrivano dall'Art Nouveau e Art déco, e vengono chiamati a collaborare i designer Richard Aigner, Ferdinand Liebermann, Gerhard Schliepstein, Constantin Holzer-Defanti e Wilhelm Wagenfeld.
Con l'inaugurazione di Studio-Line, a partire dagli anni sessanta vengono chiamati a collaborare Raymond Loewy e Richard Latham (Forma 2000), Tapio Wirkkala (Variation, Century), Mario Bellini (Cupola), Luigi Colani (Drop), Walter Gropius (TAC), Bjørn Wiinblad (Flauto Magico) e Timo Sarpaneva (Suomi).
Nel 1993 inizia la collaborazione con Gianni Versace (Barocco, Le Jardin Versace, Trésors de la Mer, Medusa), di cui resta celebre lo scatto di Richard Avedon per la campagna pubblicitaria con Sylvester Stallone e Claudia Schiffer; alla scomparsa dello stilista, la collaborazione prosegue con la sorella Donatella (Les Rêves Byzantins).
Nel frattempo, altri artisti e designer partecipano alla realizzazione di linee Rosenthal, come
Marcello Morandini, Jasper Morrison (Moon), Patricia Urquiola (Landscape).

## Riconoscimenti
Nel corso degli anni, le linee Rosenthal hanno ricevuto i seguenti riconoscimenti:
- International Forum Design per Hold Fast (Claus Josef Riedel, 1976), Fuga (Elsa Fischer-Treyden, 1976), TAC (Walter Gropius, 1970), Duo/Exotic (Ambrogio Pozzi , R. Naraic, 1973) Duo/Electric (Ambrogio Pozzi, 1973), Terra (Karnagel, 1973), Amethist (Michael Bohm, 1973), TH 300 (Herta Bengston, 1973), Hotelservice Duo (Ambrogio Pozzi, Johann Locker, 1973), Suomi (Timo Sapaneva, 1980), Gourmet (Michael Boehm, 1981), Kaari (Karl e Ursula Scheid, Timo Sarpaneva, 1981), Oval (Christa Häusler-Goltz, 1983), Campana 23325 (Karl e Ursula Scheid, 1983),  Century (Tapio Wirkkala, K. G. Hansen, 1983), Polygon (Tapio Wirkkala, 1983), Bottiglia (Aldo Rossi, 1987), Balance (Michael Boehm, 2000), Moon C-Line (2003), Coup (Konstantin Grcic, 2004), Modern Dinig (Robin Platt e Cairn Young, 2006);
- Red Dot Design Award per Free Spirit (Robin Platt, 2005), Modern Dining (Robin Platt e Cairn Young, 2007), In.gredienti (Massimiliano Alajmo, 2008), Landscape (Patricia Urquiola, 2009);
- Good Design Award per Nido (Konstantin Grcic, 2003), Free Spirit (Robin Platt, 2005), Modern Dinig (Robin Platt e Cairn Young, 2007), In.gredienti (Massimiliano Alajmo, 2007);
- Internationaler Designpreis Baden-Württemberg per Loft (David Queensberry e Martin Hunt, 2002);
- Signed Design Award per TAC 02 (2003);
- Designpreis der Bundesrepublik Deutschland per Nido (Konstantin Grcic, 2004), Free Spirit (Robin Platt, 2005), Modern Dinig (Robin Platt e Cairn Young, 2007), In.gredienti (Massimiliano Alajmo, 2008);
- Design Plus Award per Modern Dinig (Robin Platt e Cairn Young, 2007);
- Classic Design Award (Victoria & Alber Museum, UK) per Modern Dinig (Robin Platt e Cairn Young, 2007).

## Museo

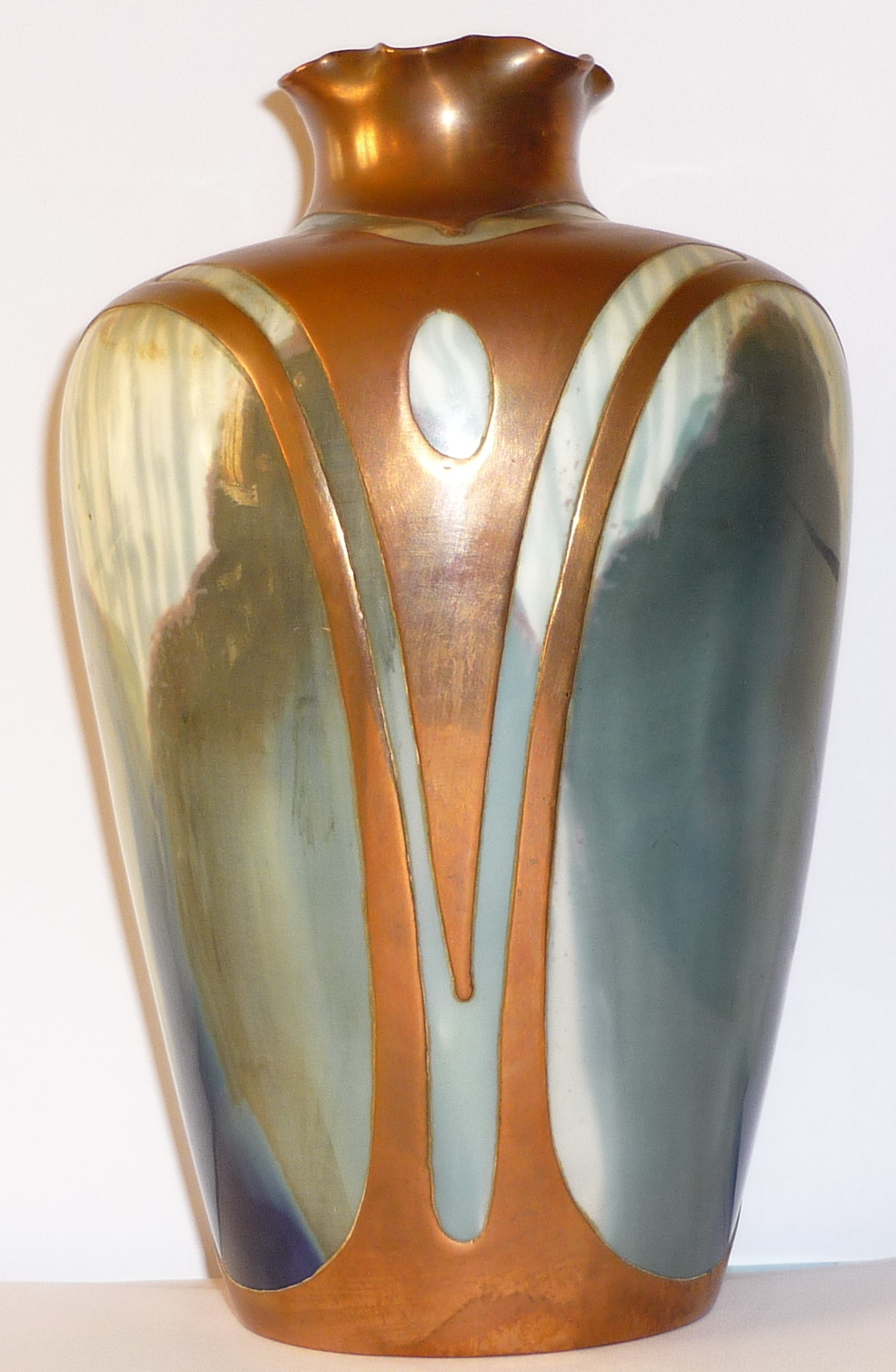
Un vaso Rosenthal Art Nouveau.

In occasione del 125º anniversario della fondazione di Rosenthal, nel 2004 viene inaugurato il Rosenthal Museum, parte del Porzellaicon di Selb, complesso che comprende il Museo industriale della porcellana, il Museo europeo per la tecnica ceramica e il Museo della porcellana tedesca.